# Baita Lago Nero
La Baita Lago Nero è un rifugio situato nel comune di Valgoglio (BG), in alta val Seriana, nelle Alpi Orobie, a 1997 m s.l.m.

## Storia
La Baita Lago Nero è una struttura edificata nella prima metà del XX secolo contestualmente al bacino artificiale del Lago Nero ed utilizzata dall'ENEL per la manutenzione dello stesso.
Dopo un periodo di inutilizzo, nel 1996 venne ceduta alla sezione dell'alta valle Seriana del CAI, che dopo lavori effettuati da volontari, aprì un vero e proprio rifugio.

## Caratteristiche e informazioni
La Baita Lago Nero è uno tra i rifugi di più recente costruzione nella Bergamasca, e ha una capacità di circa 40 posti letto. È gestito dalla sezione dell'Alta Valle Seriana del CAI ed è aperto in modo continuato da metà giugno a metà settembre. Da maggio a giugno e da ottobre a novembre, il rifugio è aperto solo nei giorni prefestivi e festivi.

## Accessi
- Dall'abitato di Valgoglio, segnavia n. 228, percorribile in 3 ore

## Ascensioni
- Monte Pradella (2626 m), difficoltà EE
- Monte Cabianca (2601 m), difficoltà E
- Monte Madonnino (2502 m), difficoltà E

## Traversate
Il rifugio si trova sul percorso generalmente conosciuto come il Giro dei 5 laghi, che si sviluppa con percorso ad anello toccando i bacini artificiali presenti a monte del paese di Valgoglio.

## Galleria d'immagini

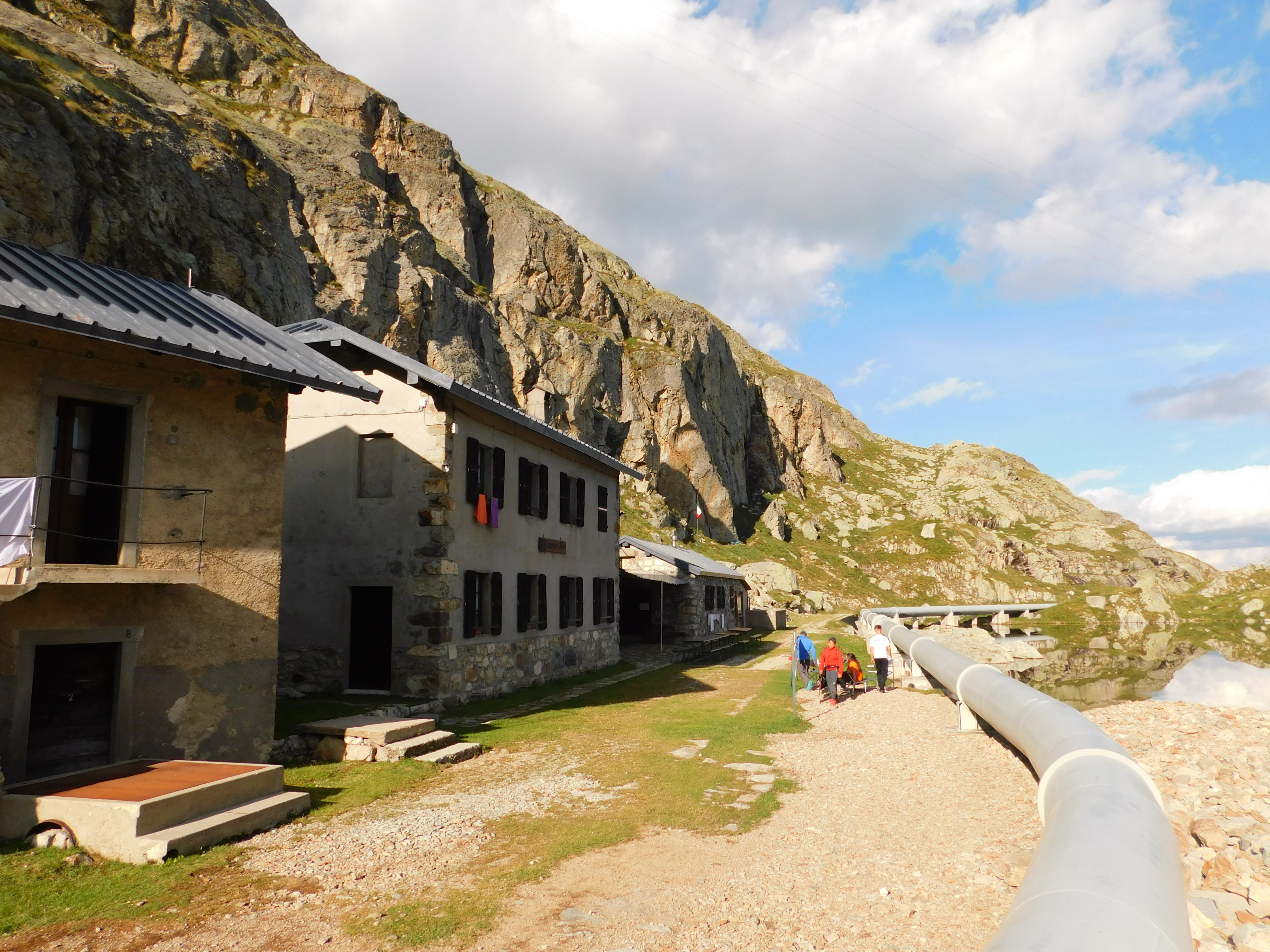
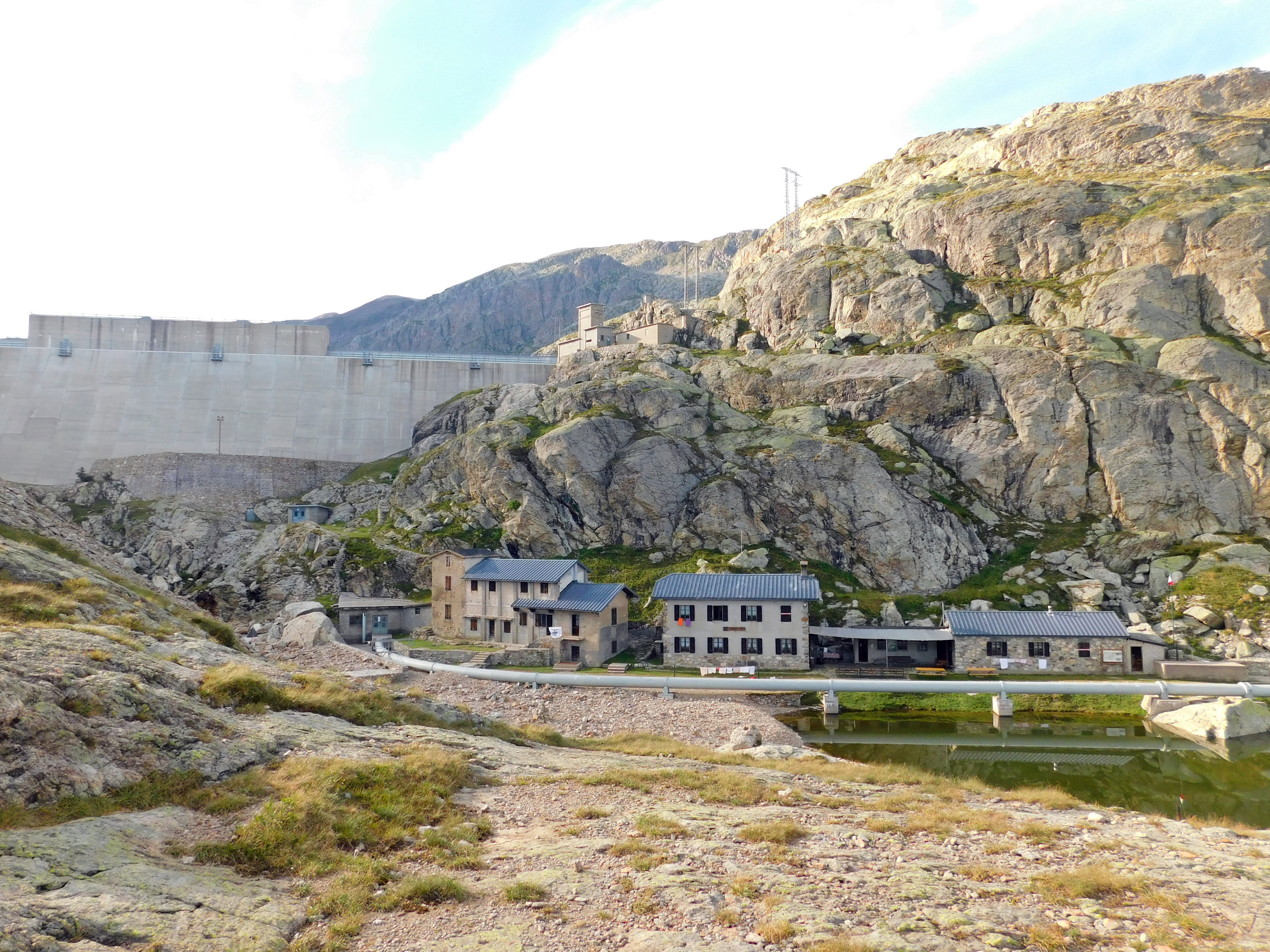
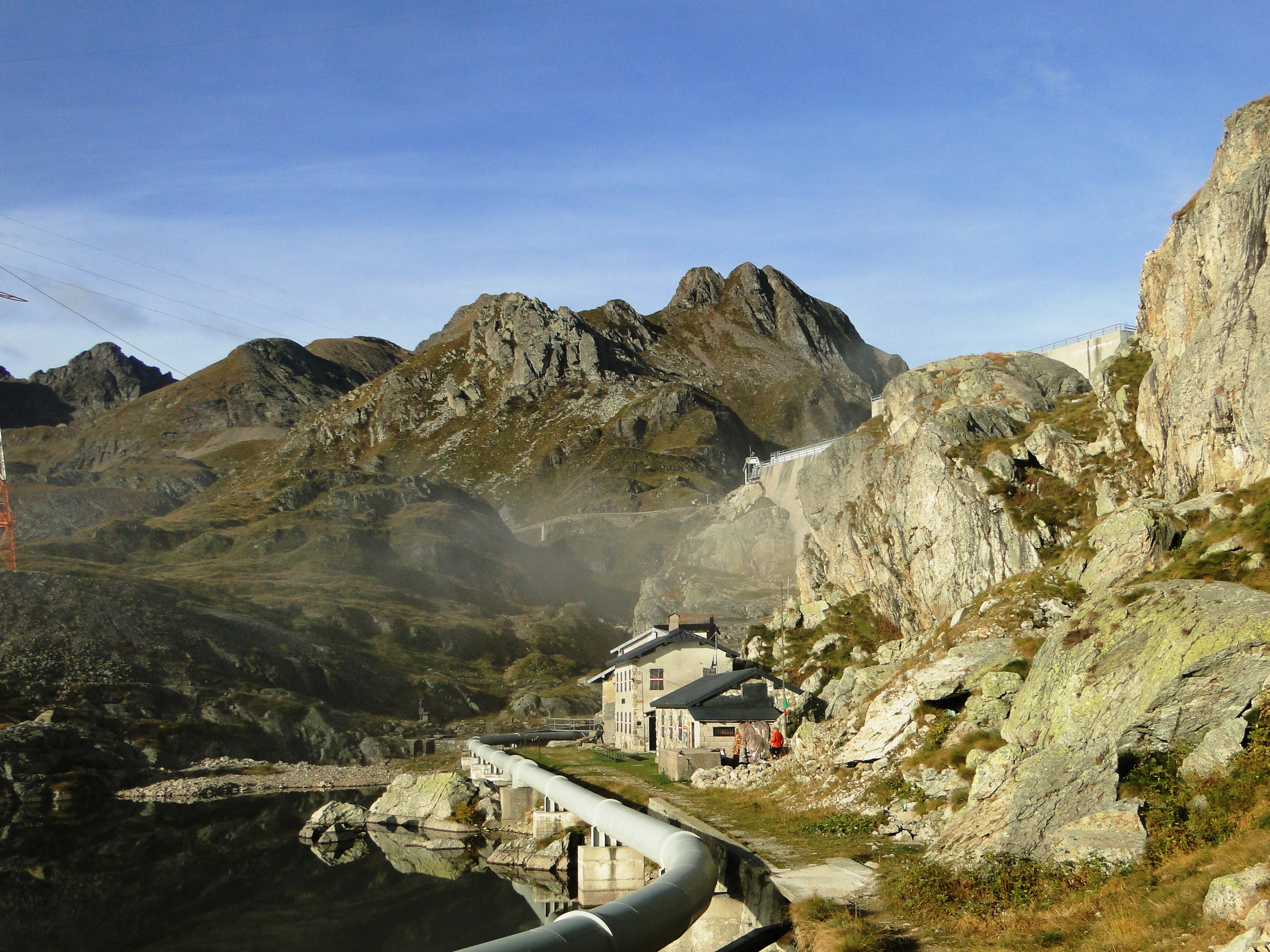
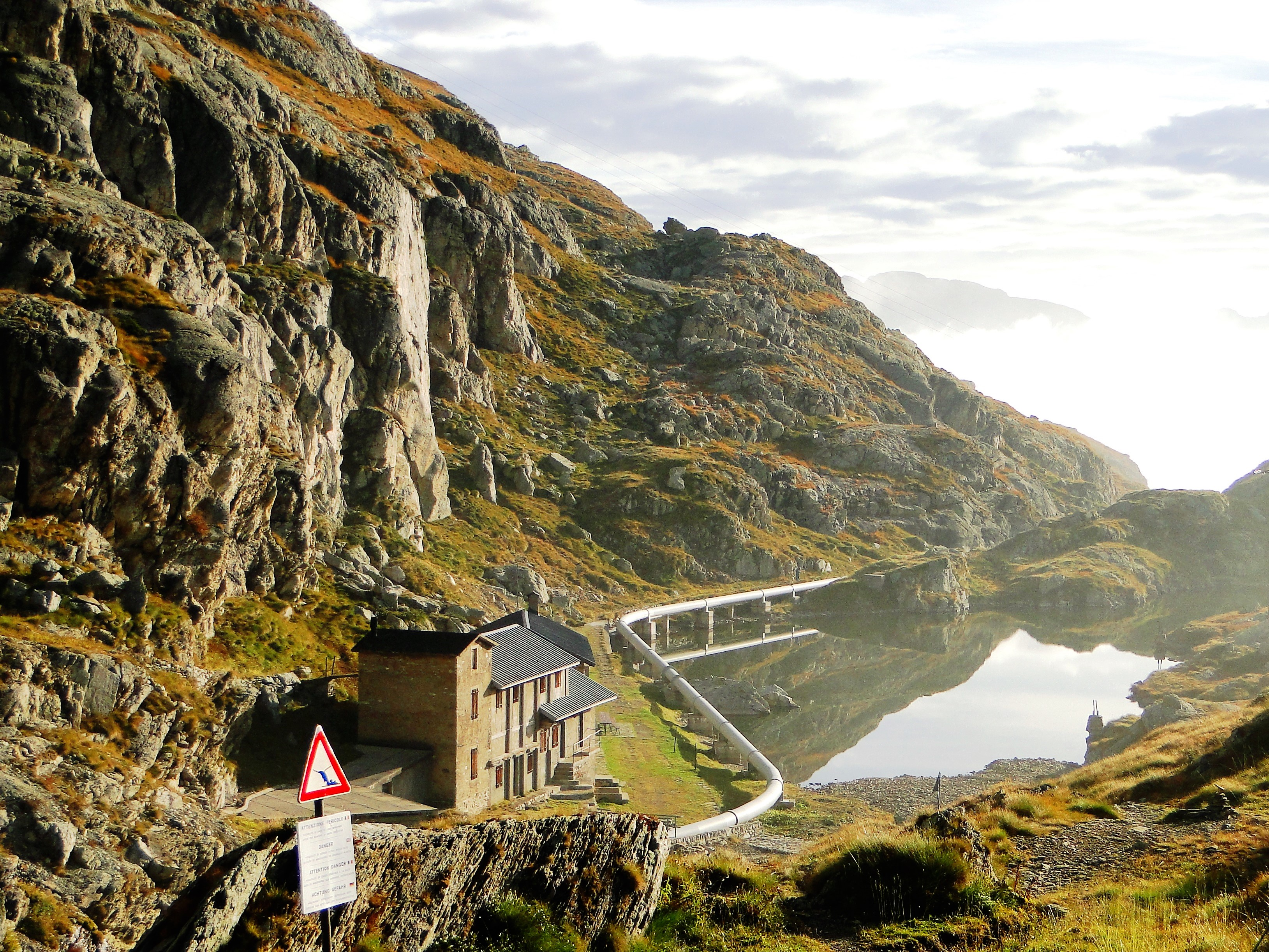